# Tonic Water

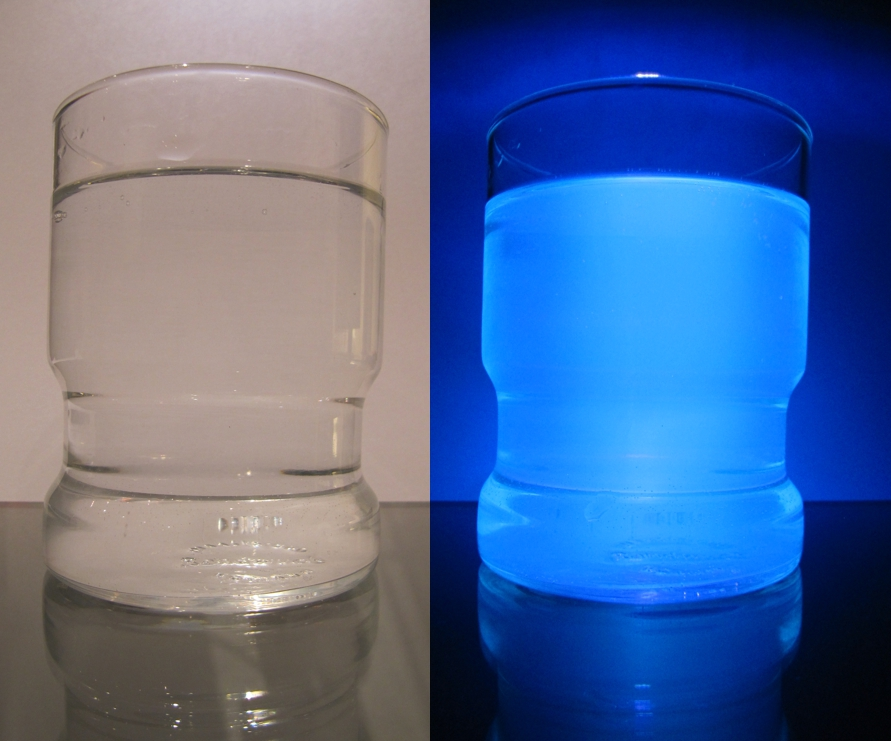
Tonic Water bei normalem und unter UV-Licht

Tonic Water [ˈtɒnɪk ˈwɔːtər] (anhörenⓘ) ist ein chininhaltiges, meist farbloses, mit Kohlensäure versetztes Erfrischungsgetränk und zählt zu den Bitterlimonaden. Aufgrund seines Chiningehalts leuchtet es unter UV-Licht.

## Historische Bedeutung
Bis ins 20. Jahrhundert gehörte Tonic Water (englisch tonic für „kräftigend, stärkend“, siehe Tonikum) zur Standardausrüstung vieler europäischer Kolonialarmeen. Der damals höhere Chiningehalt des Getränkes war eine Form der Malaria-Prophylaxe, da erst ab 1934 mit Chloroquin dafür ein synthetisches Arzneimittel auf den Markt kam. Die einzelligen Malaria-Parasiten befallen nach Ausbruch der Krankheit die roten Blutkörperchen und ernähren sich vom Protein Globin des Hämoglobins. Der hierbei zurückbleibende Blutfarbstoff Häm ist für den Parasiten giftig, weshalb er das Häm in kristallines Hämozoin umwandelt. Ein ausreichend hoher Chininspiegel im Blut unterbindet diese Umwandlung und der Parasit vergiftet sich selbst. Um eine Wirkung zu erzielen, musste das Tonic Water regelmäßig getrunken werden. Zur Abmilderung des bitteren Geschmacks wurde es unter anderem von den Soldaten mit Gin gemischt, woraus sich der Longdrink Gin Tonic entwickelte.

## Herstellung
Zur Herstellung von Tonic Water wird eine Chinin- und eine Zucker-Säure-Lösung vermischt. Chinin wird aus der Rinde des Chinarindenbaums gewonnen. Sie wird gemahlen und in Wasser eingeweicht. Die entstandene Lösung wird durch Filtern und Reduzieren konzentriert. Zucker und Zitronensäure werden in Wasser gelöst, um einen Sirup zu bilden. Die in einem bestimmten Verhältnis gemischte und durch Filtrieren von Feststoffen gereinigte Lösung wird anschließend in eine Kohlensäurequelle gegeben.

## Hersteller
Hersteller von Tonic-Getränken gibt es weltweit. Ein Produzent von Tonic Water ist die Dr Pepper Snapple Group (Marken „Schweppes“ und „Canada Dry“). In Schweppes Tonic Water sowie Schweppes Tonic Water Zero sind 68 mg und in Schweppes Dry Tonic Water sind 74 mg Chinin (als Alkaloid) pro Liter enthalten. Weitere Marken sind beispielsweise Fevertree, 1724, Fentimans und Thomas Henry. In manchen Supermärkten und bei Discountern ist Tonic Water als Eigenmarke erhältlich.

## Sorten
Im Handel üblich sind die Sorten Dry- und Indian Tonic Water, von vielen Herstellern werden aber auch Sorten wie z. B. Hibiskus- oder Kräuter-Tonics angeboten.

## Gesundheitliche Risiken
Tonic-Getränke sollten nicht während einer Schwangerschaft getrunken werden, da das Kind von Chinin abhängig werden kann, was sich nach der Geburt durch starke Entzugserscheinungen deutlich macht. Außerdem kann das Chinin die Wehen einleiten, da es gebärmutterstimulierend wirkt.
Auch Patienten mit Tinnitus sollen nach Angaben des deutschen Bundesinstituts für Risikobewertung größere Mengen chininhaltiger Getränke meiden. Bei Überempfindlichkeit können bereits kleine Mengen Chinin verschiedenste Reaktionen, wie zum Beispiel gastrointestinale oder neurologische Störungen – etwa Sehstörungen und Verwirrtheit – bewirken.
Tonic Water sollte aufgrund seines Chiningehalts nicht im Zusammenhang mit dem Arzneistoff Loperamid eingenommen werden.